# Château de Caernarfon
Pour les articles homonymes, voir Caernarfon (homonymie).
Le château de Caernarfon (Castell Caernarfon en gallois, Caernarfon Castle en anglais) est un château fort situé à Caernarfon, dans les Galles du Nord, au Royaume-Uni. Le site abrite une motte castrale dès le XIe siècle, mais c'est après la conquête du pays de Galles par le roi anglais Édouard Ier, à la fin du XIIIe siècle, que débute la construction du château actuel. Il s'agit d'une forteresse imposante, conçue comme un symbole de l'autorité anglaise sur une région nouvellement conquise.
Les travaux sur le château, interrompus par une révolte galloise en 1294-1295, durent jusqu'en 1330. Il est assiégé à plusieurs reprises durant la révolte d'Owain Glyndŵr au début du XVe siècle, puis lors de la Première guerre civile anglaise au milieu du XVIIe siècle. Il est ensuite négligé jusqu'à la fin du XIXe siècle, lorsque le gouvernement britannique finance une campagne de restauration. Le château est aujourd'hui géré par l'organisme public gallois Cadw et constitue une importante attraction touristique. Il est inscrit au patrimoine mondial de l'UNESCO en 1986, au sein du site « Châteaux forts et enceintes du roi Édouard Ier dans l'ancienne principauté de Gwynedd ».

## Histoire

### Origines
Le premier site fortifié de Caernarfon remonte à l'époque romaine : il s'agit du fort de Segontium, situé à l'extérieur de la ville moderne, sur les berges de la Seiont (en). Il s'agit d'un emplacement sûr, que la rivière permet de ravitailler facilement. Le nom de Caernarfon provient de ce fort romain : en gallois, ce lieu avait pour nom « y gaer yn Arfon », c'est-à-dire « la forteresse sur la terre face à Môn », Môn étant le nom gallois de l'île d'Anglesey. Le sort de l'établissement romain de Segontium après le départ des légions romaines de Grande-Bretagne, au début du Ve siècle, est inconnu.

### Le premier château
Après la conquête normande de l'Angleterre, l'attention de Guillaume le Conquérant se tourne vers le pays de Galles. Dans le Domesday Book, compilé à la fin de son règne, les Galles du Nord sont placées sous le commandement théorique de Robert de Rhuddlan (en). Celui-ci est tué par les Gallois en 1088, après quoi son cousin, le comte de Chester Hugues d'Avranches, rétablit l'autorité normande dans la région en y fondant trois châteaux : un dans le Meirionnydd, à un emplacement inconnu ; un à Aberlleiniog, sur l'île d'Anglesey ; et un dernier à Caernarfon.
Situé sur une péninsule délimitée par la Seiont et le détroit de Menai, ce château est une motte castrale défendue par une palissade en bois et des ouvrages de terre. La motte en elle-même est intégrée par la suite au château édouardien, mais l'emplacement exact de la basse-cour est incertain ; elle pourrait s'être trouvée du côté nord-est de la motte. Des fouilles menées au sommet de la motte en 1969 n'ont révélé aucune trace d'occupation médiévale, bien qu'elle ait vraisemblablement été surplombée d'un donjon en bois.
La région du Gwynedd, avec le château de Caernarfon, retombe aux mains des Gallois en 1115. Des documents d'époque indiquent que le prince Llywelyn le Grand et son petit-fils Llywelyn le Dernier y ont parfois résidé.

### La construction du château édouardien
Le roi anglais Édouard Ier envahit le pays de Galles pour la deuxième fois en 1282. Il envahit les Galles du Nord, s'empare de châteaux gallois, comme celui de Dolwyddelan (en) et en construit de nouveaux, comme celui de Conwy. Après la mort de Llywelyn le Dernier, en décembre 1282, son frère Dafydd poursuit brièvement la résistance, mais sa dernière forteresse, le château de Dolbadarn, tombe aux mains des Anglais en mai 1283. Édouard entreprend peu après la construction de nouveaux châteaux à Harlech et à Caernarfon. Ces forteresses, les plus imposantes jamais construites jusqu'alors dans la région, participent à la consolidation de la domination anglaise. Leur construction est supervisée par le maître architecte savoyard Jacques de Saint-Georges.

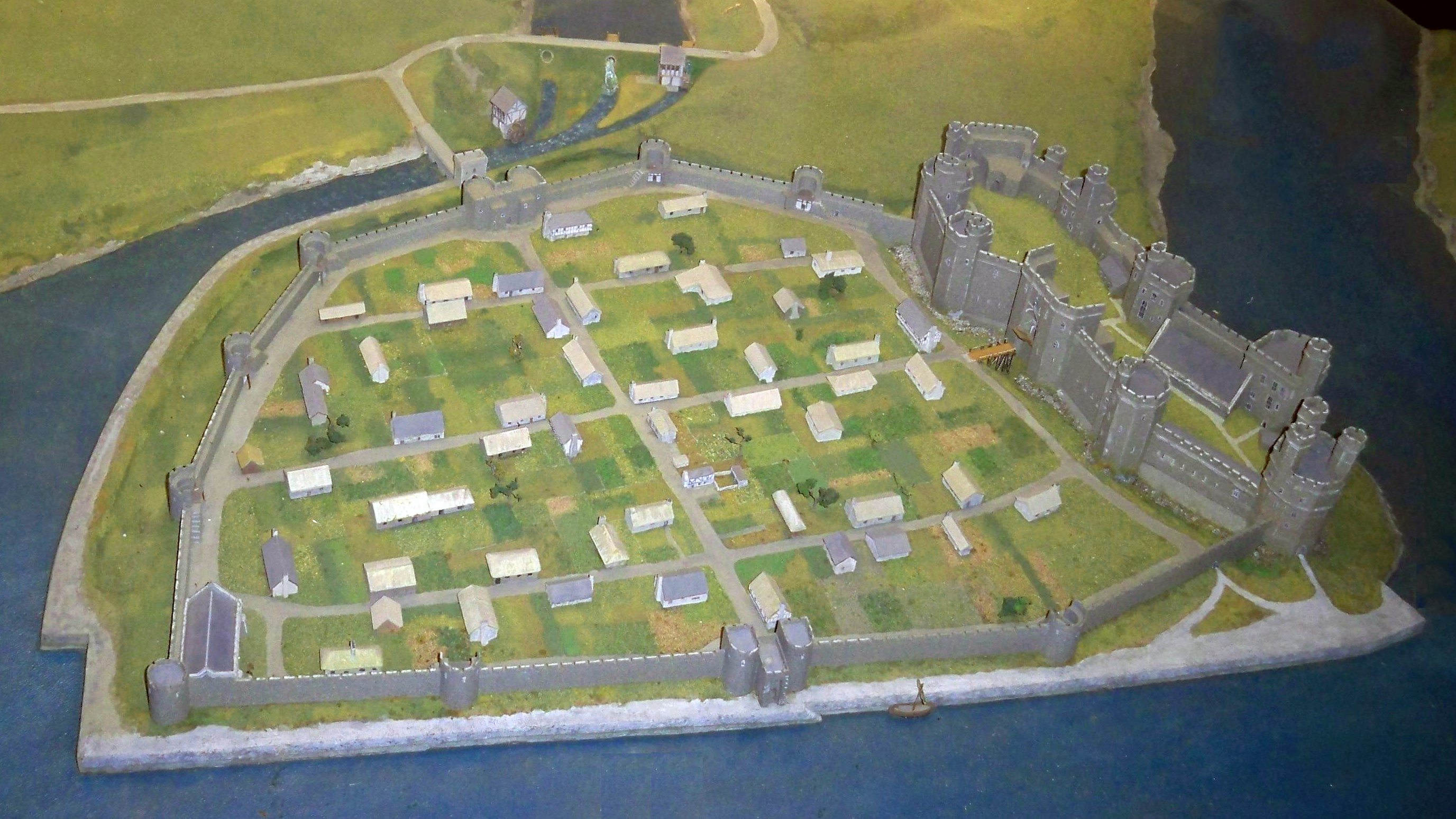
Reconstitution de la ville de Caernarfon à la fin du XIIIe siècle.

Outre le château, Caernarfon acquiert à la même période une enceinte fortifiée et un nouveau port. La première mention de travaux à Caernarfon date du 24 juin 1283, lorsqu'une tranchée séparant le site du château de la ville est creusée. Durant les travaux, le site du château est protégé par un bretagium, une sorte de palissade en bois si imposante qu'elle requiert l'envoi de poutres d'aussi loin que Liverpool. La pierre utilisée pour le château même est en revanche extraite sur place, autour de la ville et sur l'île d'Anglesey. Plusieurs centaines d'ouvriers sont mis à contribution pour creuser les douves et les fondations du château. Au fur et à mesure de l'avancée du chantier, celui-ci empiète sur la ville en elle-même, et des maisons sont détruites pour laisser place à la forteresse. Leurs habitants n'obtiennent de réparations financières qu'au bout de trois ans.
Le 11 ou le 12 juillet 1283, le roi Édouard Ier et son épouse Éléonore de Castille arrivent à Caernarfon pour une visite qui dure plus d'un mois. Des appartements royaux en pans de bois sont édifiés pour les accueillir. Les travaux se poursuivent durant l'hiver 1283-1284, à un rythme inconnu. Il est possible que la Tour de l'Aigle (Eagle Tower) ait été achevée au moment de la nouvelle visite d'Édouard et Éléonore à Caernarfon, à Pâques 1284. D'après la tradition, leur fils Édouard II y serait né le 25 avril. En vertu du statut de Rhuddlan, qui entre en vigueur le 3 mars, Caernarfon devient un borough et le siège du comté de Gwynedd. La garnison du château comprend alors quarante hommes, soit davantage qu'à Conwy et à Harlech, qui sont défendus par trente hommes. L'importance de Caernarfon justifie une garnison importante même en temps de paix, là où les autres forteresses se contentent de quelques gardes.
L'enceinte de Caernarfon est terminée en 1285, mais les travaux se poursuivent sur le château. En 1292, date à laquelle les comptes détaillés s'arrêtent, le coût des fortifications de Caernarfon (château et enceinte) s'élève à 12 000 £. C'est la muraille sud du château qui est la plus avancée, car elle fait partie du circuit défensif de la ville au même titre que l'enceinte, tandis que la construction de la muraille nord est planifiée pour plus tard.

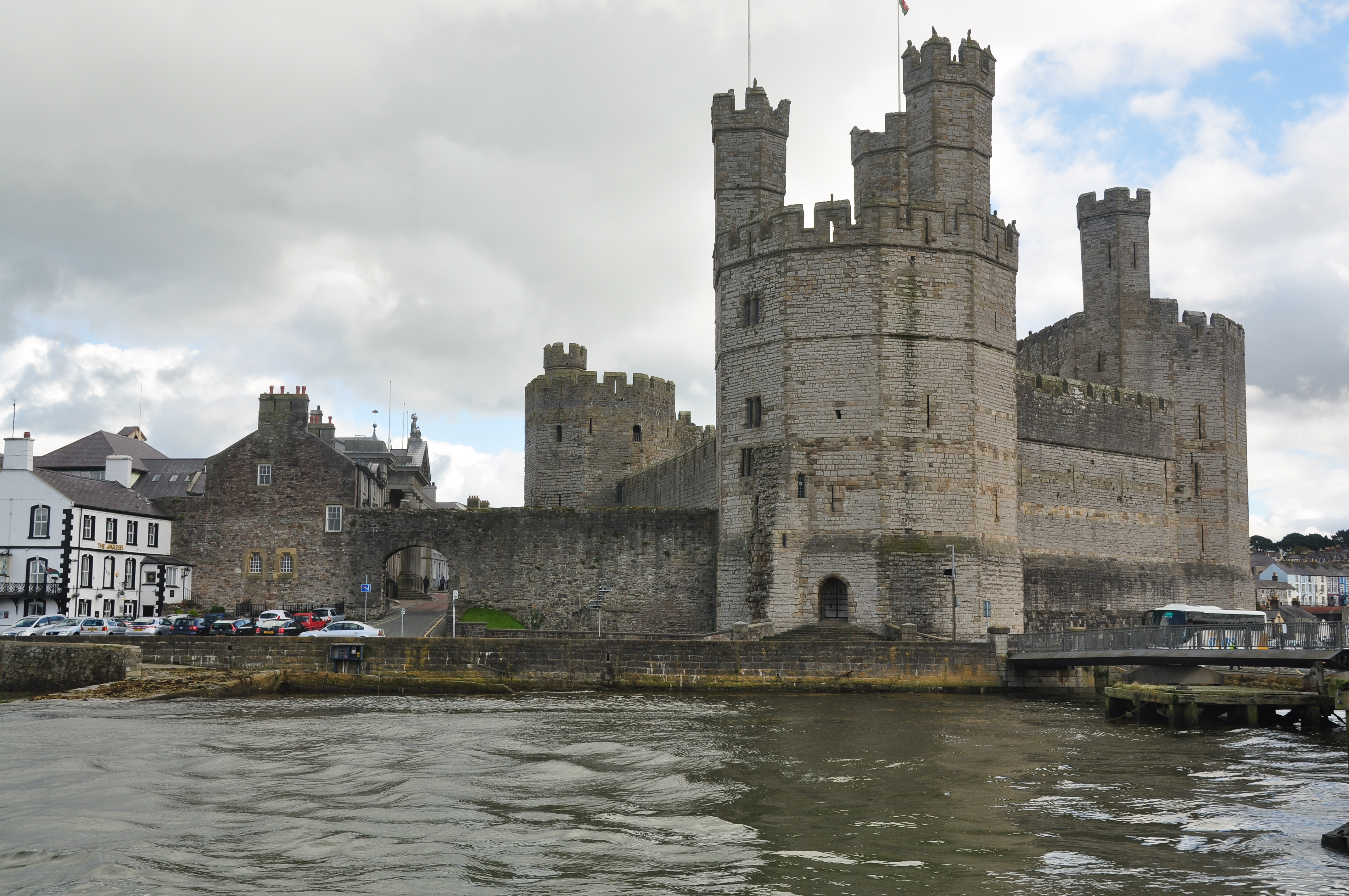
Le château de Caernarfon vu de l'ouest, dans le prolongement de l'enceinte de la ville.

Une révolte galloise menée par Madog ap Llywelyn éclate en 1294. En tant que siège et symbole de l'autorité anglaise dans le Gwynedd, Caernarfon constitue une cible de choix pour les rebelles. La ville tombe entre leurs mains au mois de septembre, au prix de dégâts importants à l'enceinte. Le château, qui n'est défendu que par un fossé et une barricade improvisée, ne tarde pas à tomber à son tour. Les rebelles mettent le feu au château, et l'incendie se propage dans la ville, causant des dégâts importants,. La révolte est matée dès l'année suivante, et des travaux de réparation débutent au mois de novembre. Une fois l'enceinte reconstruite, les ouvriers se consacrent au château : il s'agit non seulement de réparer les dommages causés par les Gallois, mais aussi d'achever les travaux abandonnés en 1292. Cette nouvelle phase est supervisée par Walter de Hereford (en), car Jacques de Saint-Georges est parti s'occuper du château de Beaumaris, sur Anglesey. À la fin de l'année 1301, le montant des travaux, qui ont principalement eu pour objet la muraille et les tours du côté nord du château, s'élève à 4 500 £. Les comptes pour la période allant de novembre 1301 à septembre 1304 sont perdus ; il est possible que les travaux aient été interrompus, l'attention d'Édouard Ier ayant été accaparée par les affaires écossaises. On sait néanmoins que Walter de Hereford se trouve à Carlisle en octobre 1300 et qu'il reste dans le nord de l'Angleterre jusqu'à la reprise des travaux à Caernarfon, à l'automne 1304,. Il meurt en 1309, et la charge de maître maçon revient alors à son adjoint Henry d'Ellerton.
Les travaux sur le château se poursuivent à un rythme régulier jusqu'en 1330. Entre 1284 et cette date, leur coût total (en comptant l'enceinte) est estimé entre 20 000 et 25 000 £, une somme colossale, bien supérieure au prix des grands châteaux des siècles précédents comme Douvres ou Château-Gaillard. Malgré cela, une partie des plans n'est jamais concrétisée : l'arrière des portes n'est pas achevé, et les fondations intérieures du château portent la trace de bâtiments qui n'ont jamais été édifiés. Le château a alors quasiment atteint sa forme définitive, les ajouts ultérieurs étant de moindre importance.

### Histoire ultérieure

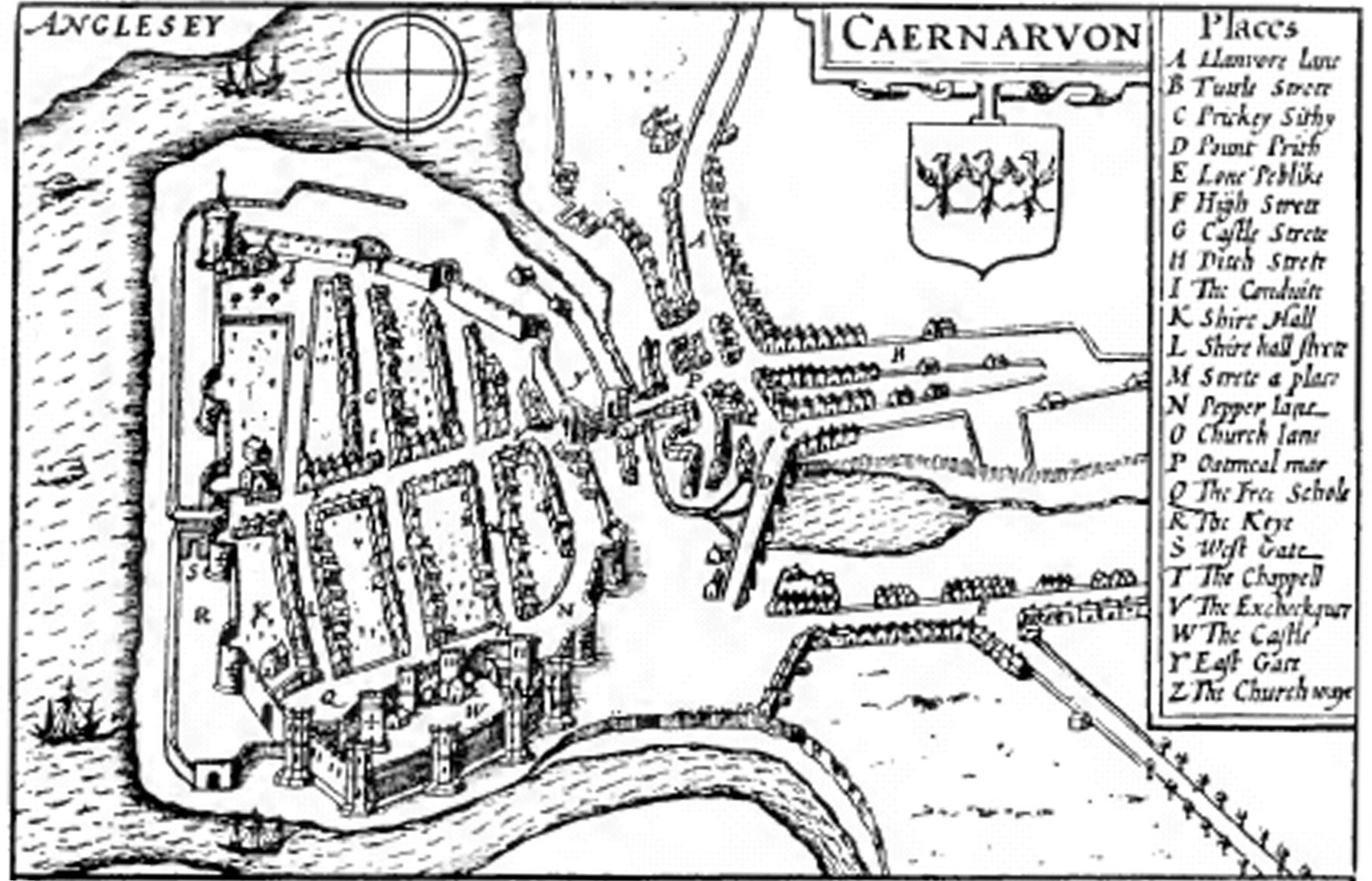
Le château et la ville de Caernarfon vus par le cartographe John Speed en 1610.

L'organisation territoriale des Galles du Nord mise en place par Édouard Ier reste en place pendant près de deux siècles, période durant laquelle Caernarfon constitue la capitale de facto de la région, avec une garnison permanente au château. Les tensions entre Anglais et Gallois éclatent au grand jour au début du XVe siècle avec la révolte d'Owain Glyndŵr. Les rebelles gallois assiègent la ville et le château de Caernarfon en 1401, et une bataille oppose les défenseurs de la ville aux assaillants à Tuthill au mois de novembre. Caernarfon, qui dispose alors d'une garnison d'une trentaine d'hommes, est à nouveau assiégé par les Gallois, avec le soutien de troupes françaises, en 1403 et 1404,.
L'avènement de la maison Tudor sur le trône d'Angleterre, en 1485, inaugure une nouvelle période de l'histoire du pays de Galles. Les Tudor étant d'origine galloise, leur arrivée au pouvoir marque le début d'un apaisement dans les relations anglo-galloises, ce qui réduit l'importance stratégique des châteaux comme celui de Caernarfon. Ils ne sont plus entretenus et commencent à tomber en ruine au début du XVIe siècle. L'enceinte et le château de Caernarfon restent en meilleur état que d'autres, mais les parties nécessitant un entretien régulier se dégradent : les toits sont pleins de gouttières et les poutres de bois pourrissent. En 1620, seule la Tour de l'Aigle et la Porte du Roi possèdent encore un toit, et tous les matériaux de valeur (verre, fer) ont été arrachés dans les pièces à vivre. Malgré cela, les défenses du château restent en assez bon état pour accueillir une garnison royaliste, menée par le connétable John Byron, durant la Première guerre civile anglaise, au milieu du XVIIe siècle. Caernarfon subit trois sièges durant ce conflit, jusqu'à sa reddition aux parlementaires en 1646.

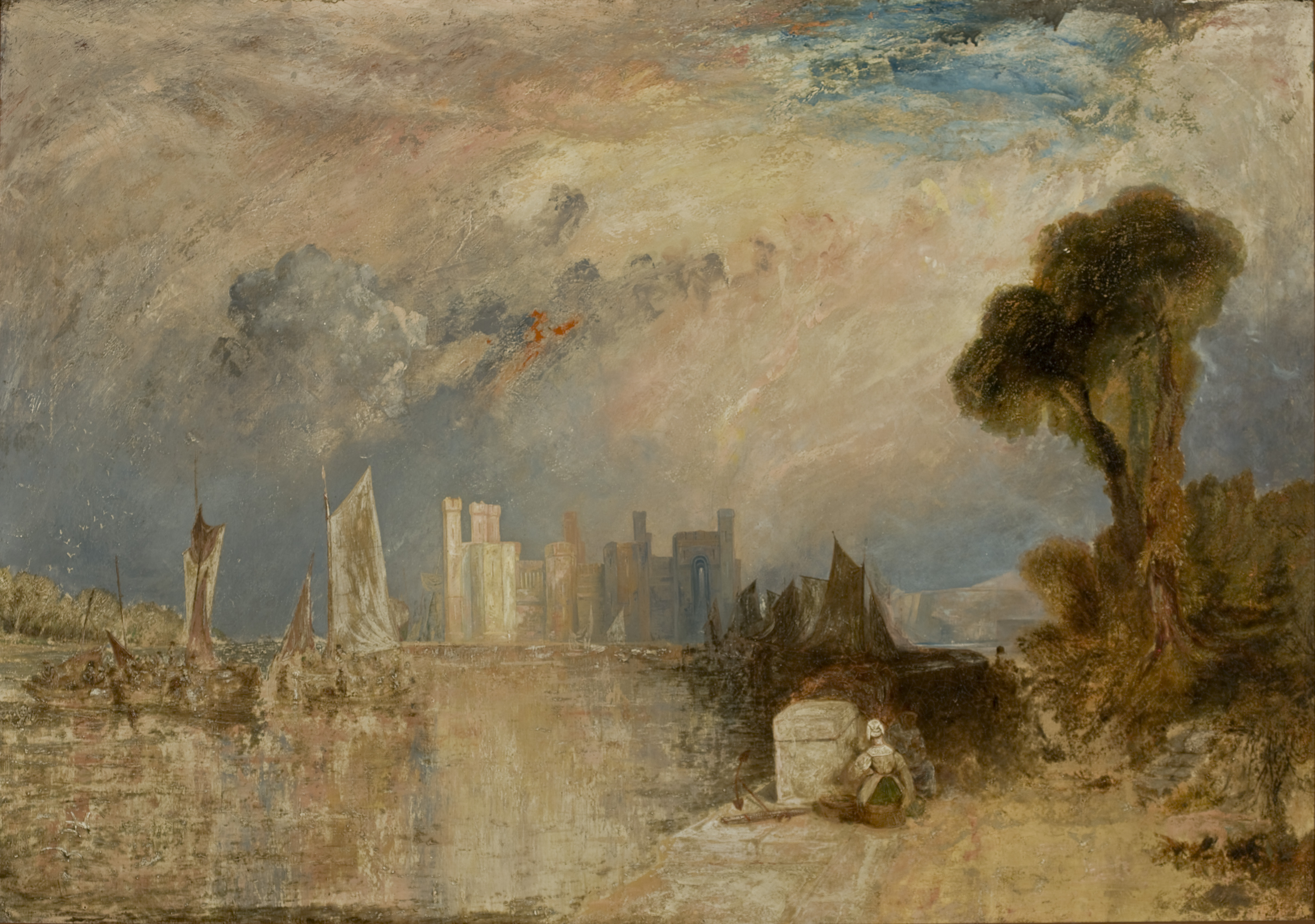
Le château de Caernarfon vu par le peintre Joseph Mallord William Turner (1830-1835).

Le démantèlement du château et de l'enceinte de Caernarfon est ordonné en 1660, mais les travaux cessent très rapidement, à moins qu'ils n'aient tout simplement jamais commencé. Bien qu'il ait ainsi échappé à la destruction, le château est négligé jusqu'aux années 1870, lorsque le gouvernement britannique commence à financer des travaux de restauration supervisés par Llewellyn Turner (en). Celui-ci prend des décisions controversées : il choisit notamment de reconstruire plutôt que de préserver la maçonnerie existante. Les escaliers, les toits et les créneaux sont réparés, tandis que les bâtiments construits sur la motte au nord du château sont rasés afin de dégager la vue, malgré les protestations de leurs propriétaires. Le château est protégé depuis 1908 par le Bureau des Travaux et ses successeurs. En 1911, il accueille la cérémonie d'investiture du prince de Galles Édouard, fils aîné de George V. C'est la première fois que cette cérémonie a lieu à Caernarfon, sur l'initiative du chancelier de l'Échiquier David Lloyd George, originaire de la région. En 1969, le prince Charles est à son tour investi du titre à Caernarfon.
Propriété de la Couronne depuis sa fondation, le château est actuellement géré par l'organisme public Cadw. Il abrite également le musée des Royal Welch Fusiliers. Il entre au patrimoine mondial de l'UNESCO en 1986 avec d'autres fortifications galloises au sein du site « Châteaux forts et enceintes du roi Édouard Ier dans l'ancienne principauté de Gwynedd ». C'est aujourd'hui une attraction touristique importante, qui a attiré plus de 195 000 visiteurs en 2015.

## Architecture
|  | - A : Porte de l'Eau (Water Gate) - B : Tour de l'Aigle (Eagle Tower) - C : Tour de la Reine (Queen's Tower) - D : Tour du Puits (Well Tower) - E : Basse-cour - F : Grande salle (Great Hall) - G : Cuisines - H : Tour du Chambellan (Chamberlain Tower) - I : Porte du Roi (King's Gate) - J : Haute-cour - K : Tour Noire (Black Tower) - L : Tour du Grenier (Granary Tower) - M : Tour Nord-Est (North-East Tower) - N : Tour de la Citerne (Cistern Tower) - O : Porte de la Reine (Queen's Gate) |

Le château de Caernarfon est conçu pour impressionner en tant que symbole de la domination anglaise au pays de Galles. Son plan est en grande partie dicté par la nature du terrain, en particulier la présence de la motte du précédent château. En forme de chiffre 8, il comprend deux cours : la haute-cour à l'est, avec des appartements royaux qui ne sont jamais achevés, et la basse-cour à l'ouest. La séparation entre les deux cours aurait dû être matérialisée par une série de bâtiments fortifiés qui n'ont jamais été construits non plus,.

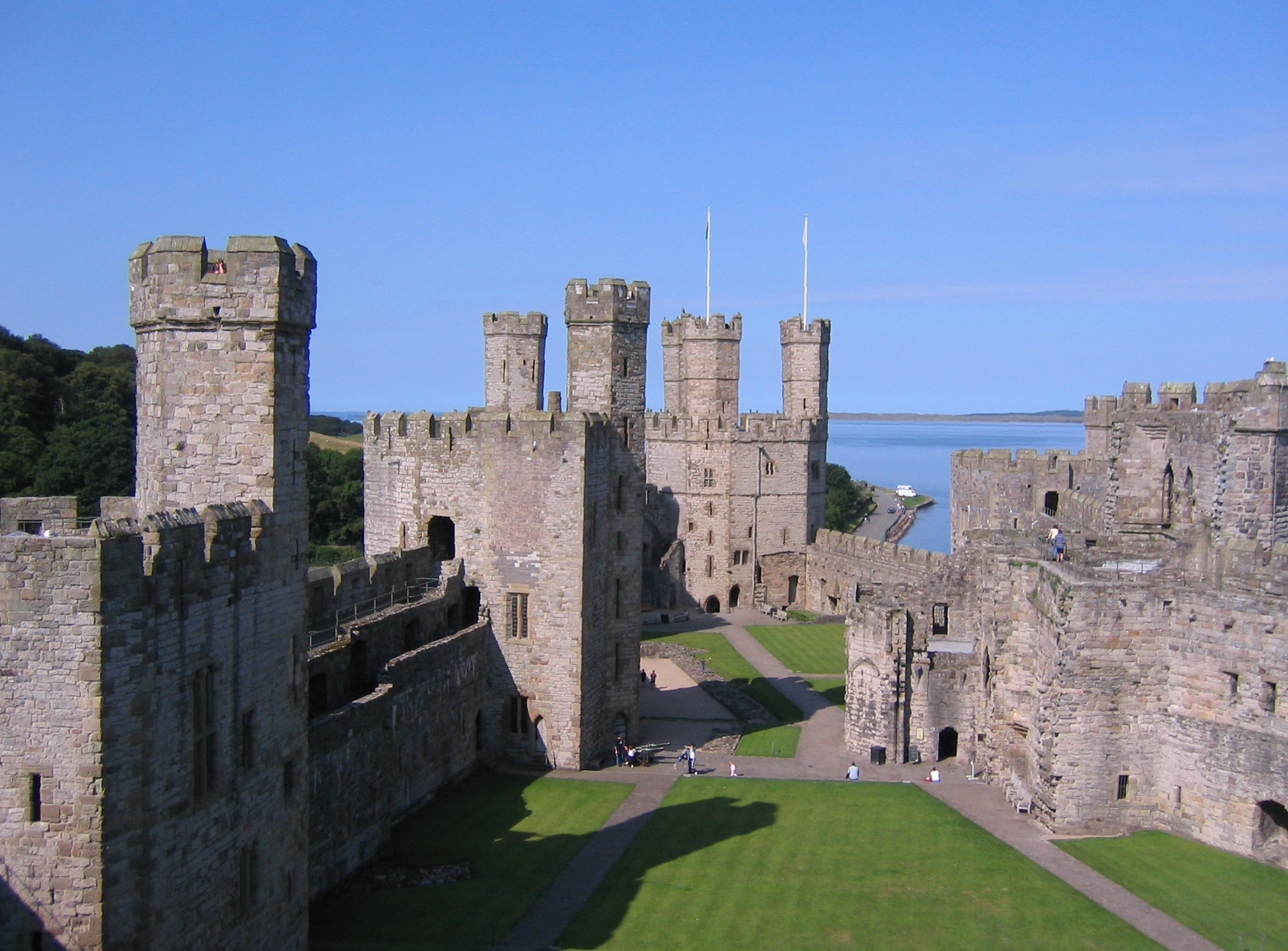
Les cours intérieures du château. On peut voir, de gauche à droite, la tour Noire, la tour du Chambellan et la tour de l'Aigle.

L'enceinte du château comprend plusieurs tours polygonales offrant aux défenseurs des fenêtres de tir latérales, ainsi que des positions de tir du côté sud (celles du côté nord, envisagées, n'ont jamais été construites), faisant de Caernarfon « l'une des plus importantes concentrations de puissance de feu de tout le Moyen Âge » d'après l'historien Reginald Allen Brown. La plus grande tour du château est la tour de l'Aigle (Eagle Tower), à l'ouest. Elle doit son nom aux statues d'aigles qui surmontaient à l'époque ses trois tourelles. Ses spacieux appartements ont probablement été aménagés pour Othon de Grandson, le premier justiciar du pays de Galles,. Les caves du château étaient accessibles par une porte donnant sur la Seiont. Il était approvisionné en eau par un puits situé dans la tour du Puits (Well Tower), au nord-ouest.
Les deux principales entrées du château sont la porte du Roi (King's Gate), du côté de la ville, et la porte de la Reine (Queen's Gate), qui permet de la contourner. Elles sont typiques de la période : un passage entre deux tours latérales. Si la porte du Roi avait été achevée, elle aurait compris deux ponts-levis, cinq portes, six herses et un coude sur la droite. La porte de la Reine se situe au-dessus du niveau du sol, en raison de la présence de l'ancienne motte castrale, une élévation intégrée au château. Elle devait être accessible de l'extérieur par une rampe en pierre qui a disparu.

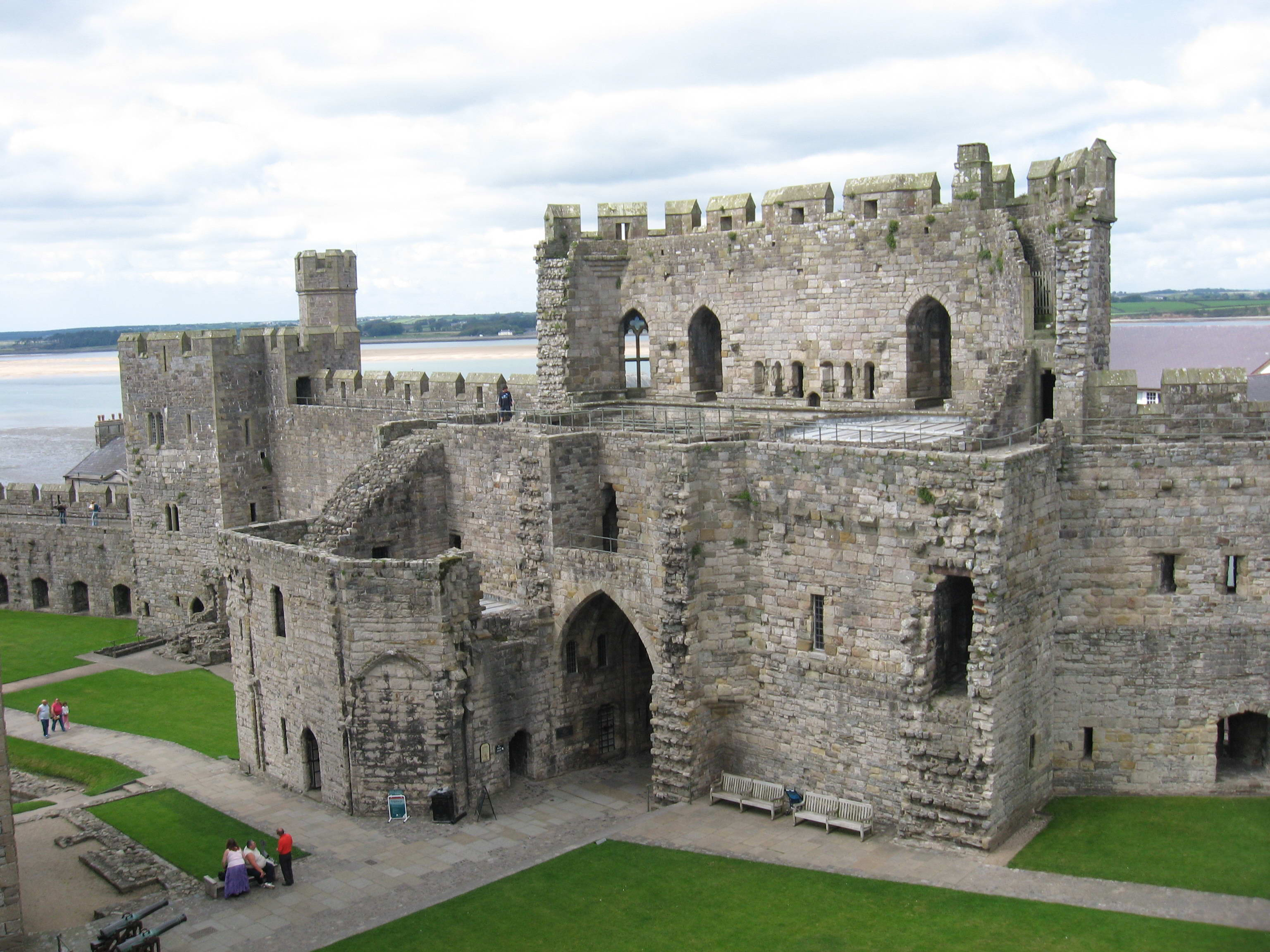
La porte du Roi, inachevée, vue de l'intérieur du château.
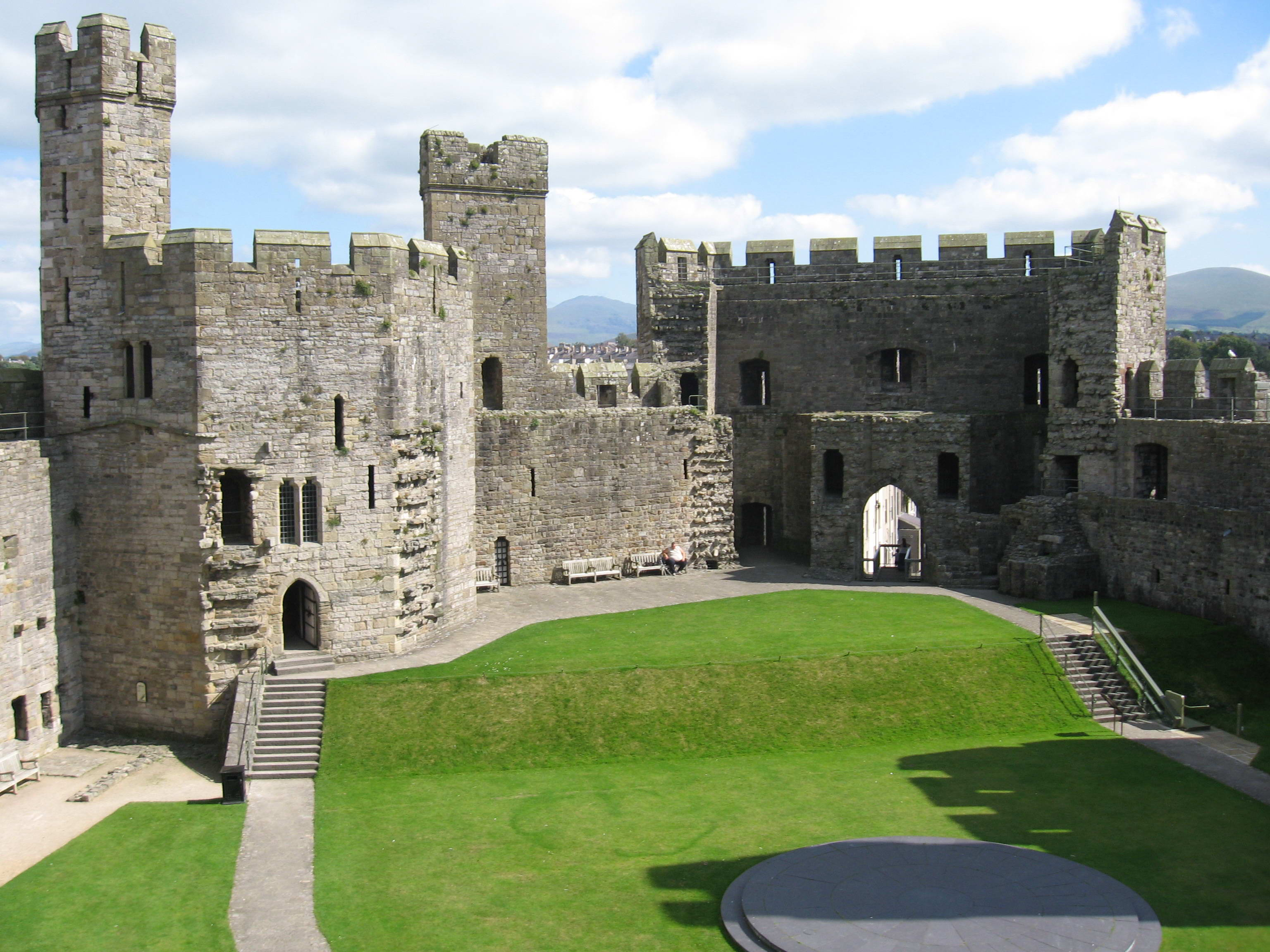
La tour Nord-Est et la porte de la Reine.

Contrairement à l'enceinte et aux tours, qui sont à peu près intactes, il ne reste plus que les fondations des bâtiments qu'il abritait. Les appartements royaux se trouvaient dans la haute-cour, tandis que la basse-cour comprenait des bâtiments utilitaires telles que des cuisines, situées immédiatement à l'ouest de la Porte du Roi. Leurs fondations, peu profondes, suggèrent qu'elles n'ont pas été construites de manière particulièrement durable. La basse-cour abritait également une grande salle de 30,5 m de long. Si le château avait été achevé, il aurait pu accueillir une maisonnée royale de plusieurs centaines de personnes.
Le château de Caernarfon se distingue des autres forteresses édouardiennes par ses tours, polygonales et non rondes, ainsi que par l'utilisation de pierres de couleur dans les murs. Plusieurs interprétations de ces éléments ont été proposées. Pour l'historien Arnold Taylor, Édouard Ier aurait cherché à rappeler les murailles de Constantinople. Le recours à une iconographie byzantine aurait été le moyen pour lui de proclamer son autorité sur le pays de Galles. Il se serait également inspiré de la légende rapportant un rêve de l'empereur Magnus Maximus, qui aurait vu dans son sommeil une puissante forteresse située à un endroit rappelant le site de Caernarfon. Plus récemment, l'historienne Abigail Wheatley a suggéré que la source d'inspiration d'Édouard aurait plutôt été les sites romains situés en Grande-Bretagne, et que son objectif aurait été de s'inscrire dans la postérité du roi Arthur.

## Le château dans l'art
La Royal Academy conserve une gravure de Charles-Eugène Duponchel d'après Paul Sandby titrée The Eagle tower, Caernarvon castle et datée 1780.